# Колпаков, Александр Анатольевич
Александр Анатольевич Колпаков (14 марта 1948 — 7 января 2007) — советский самбист.

## Биография
Александр Колпаков родился 14 марта 1948 года.
Выступал в соревнованиях по самбо за Вооружённые Силы: в 1968—1969 годах в Москве, с 1970 года — в Свердловске, позже (не позднее 1975 года) — в Кишинёве.
В 1968—1969 годах дважды выигрывал бронзовые медали юниорского первенства СССР. В 1970 году стал чемпионом РСФСР. На чемпионатах СССР четырежды завоёвывал бронзу: в 1968—1970 годах в лёгком весе, в 1975 году — в первом полусреднем. В 1970 году стал победителем командного чемпионата СССР.
Дважды становился бронзовым призёром летней Спартакиады народов СССР (1971, 1975).
В 1970 году стал бронзовым призёром международного турнира в Сочи.
Мастер спорта СССР.
Умер 7 января 2007 года. Похоронен на Широкореченском кладбище Екатеринбурга.

## Память
В Екатеринбурге проводится открытый областной турннир по самбо памяти Александра Колпакова.